# Юртигайм
Юртигайм (фр. Hurtigheim) — коммуна на северо-востоке Франции в регионе Гранд-Эст (бывший Эльзас — Шампань — Арденны — Лотарингия), департамент Нижний Рейн, округ Саверн, кантон Буксвиллер. До марта 2015 года коммуна административно входила в состав упразднённого кантона Трюштерсайм (округ Страсбур-Кампань).
Площадь коммуны — 4,63 км², население — 496 человек (2006) с тенденцией к росту: 576 человек (2013), плотность населения — 124,4 чел/км².

## Население
Население коммуны в 2011 году составляло 575 человек, в 2012 году — 575 человек, а в 2013-м — 576 человек.
| 1962 | 1968 | 1975 | 1982 | 1990 | 1999 | 2006 | 2008 | 2011 | 2012 | 2013 |
| ---- | ---- | ---- | ---- | ---- | ---- | ---- | ---- | ---- | ---- | ---- |
| 412  | 405  | 394  | 373  | 367  | 450  | 496  | 509  | 575  | 575  | 576  |

Динамика населения:

## Экономика
В 2010 году из 361 человек трудоспособного возраста (от 15 до 64 лет) 291 были экономически активными, 70 — неактивными (показатель активности 80,6 %, в 1999 году — 74,6 %). Из 291 активных трудоспособных жителей работали 275 человек (142 мужчины и 133 женщины), 16 числились безработными (7 мужчин и 9 женщин). Среди 70 трудоспособных неактивных граждан 33 были учениками либо студентами, 19 — пенсионерами, а ещё 18 — были неактивны в силу других причин.

## Достопримечательности (фотогалерея)

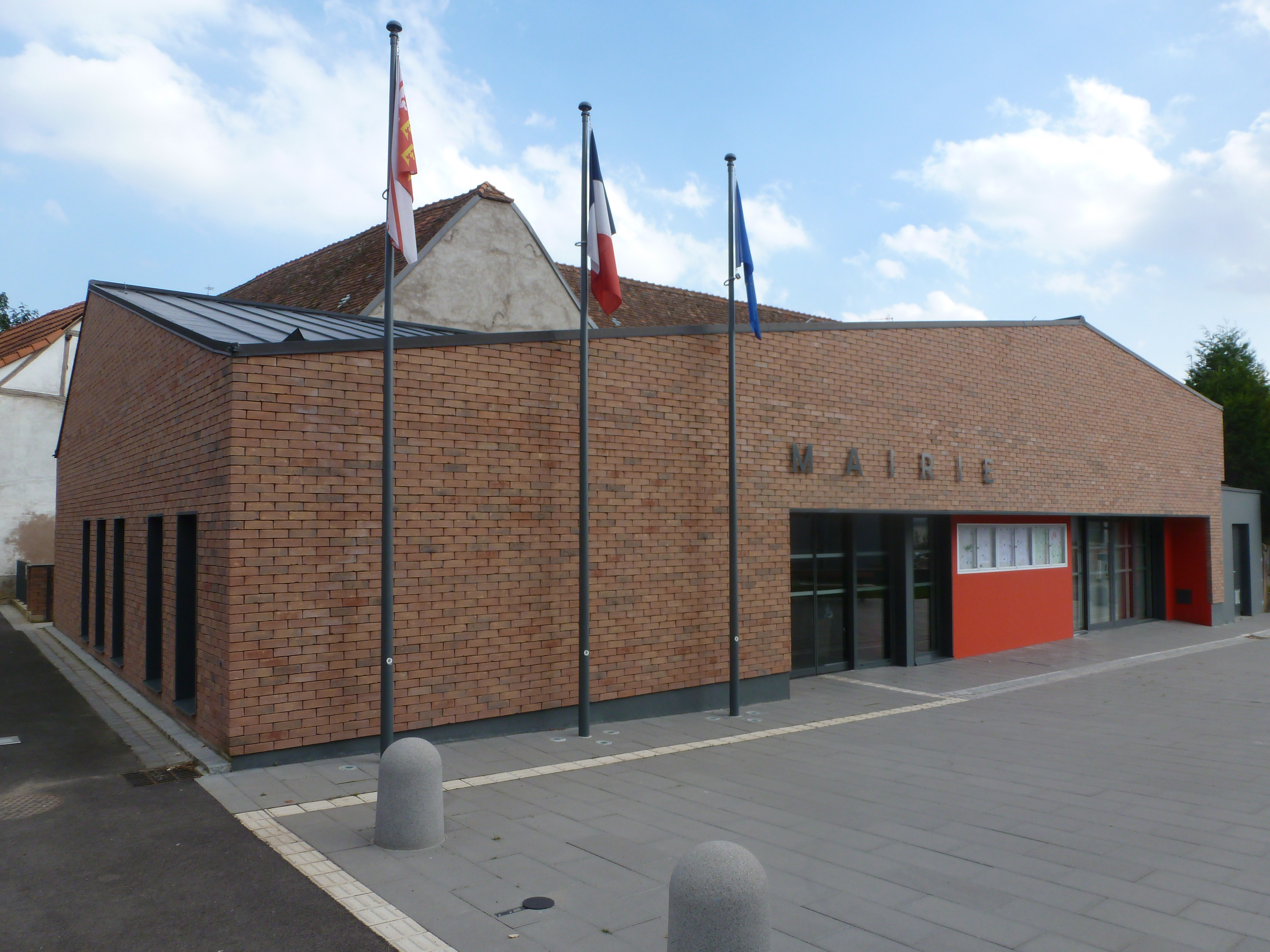
Здание мэрии
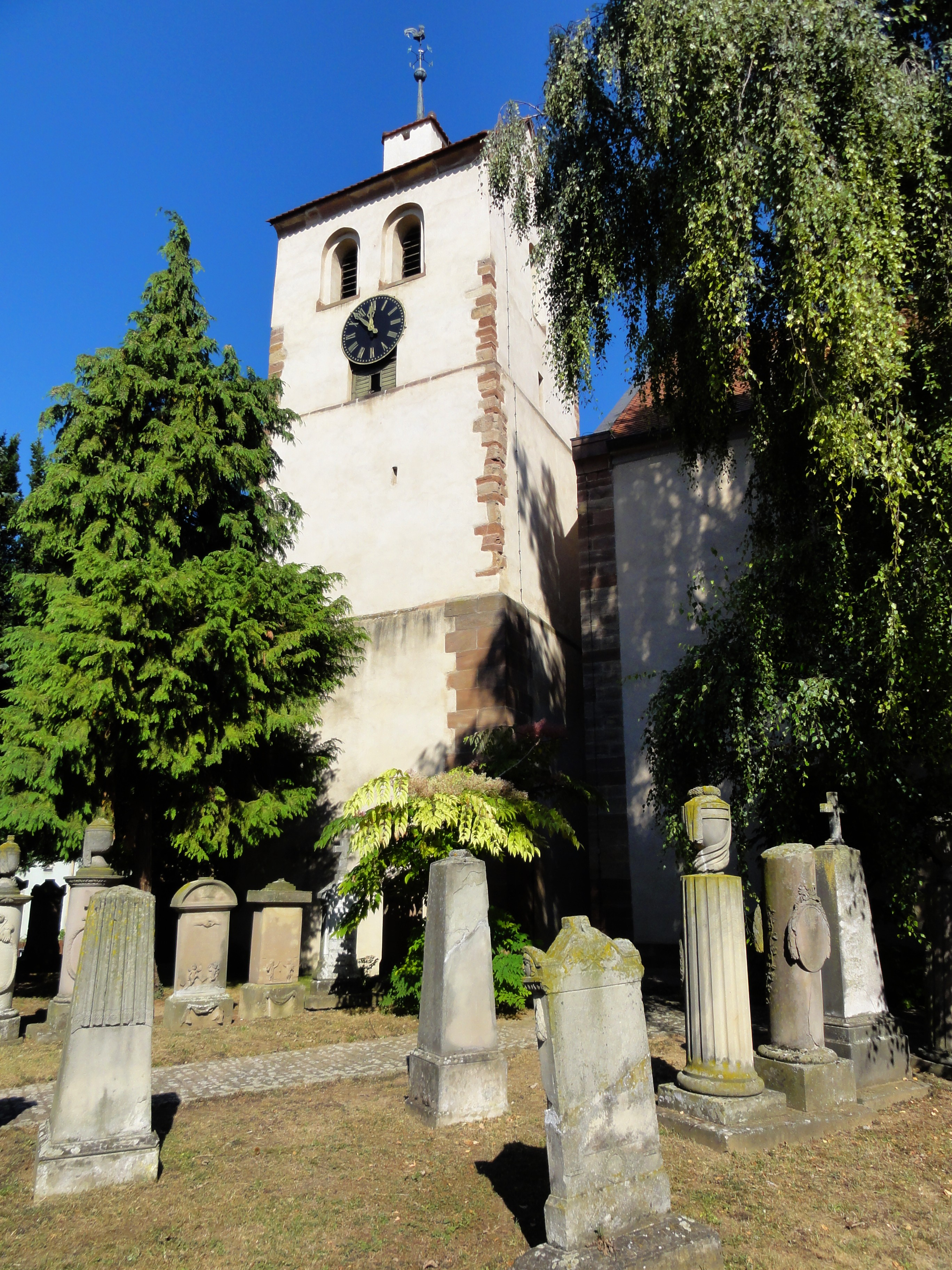
Протестантская церковь
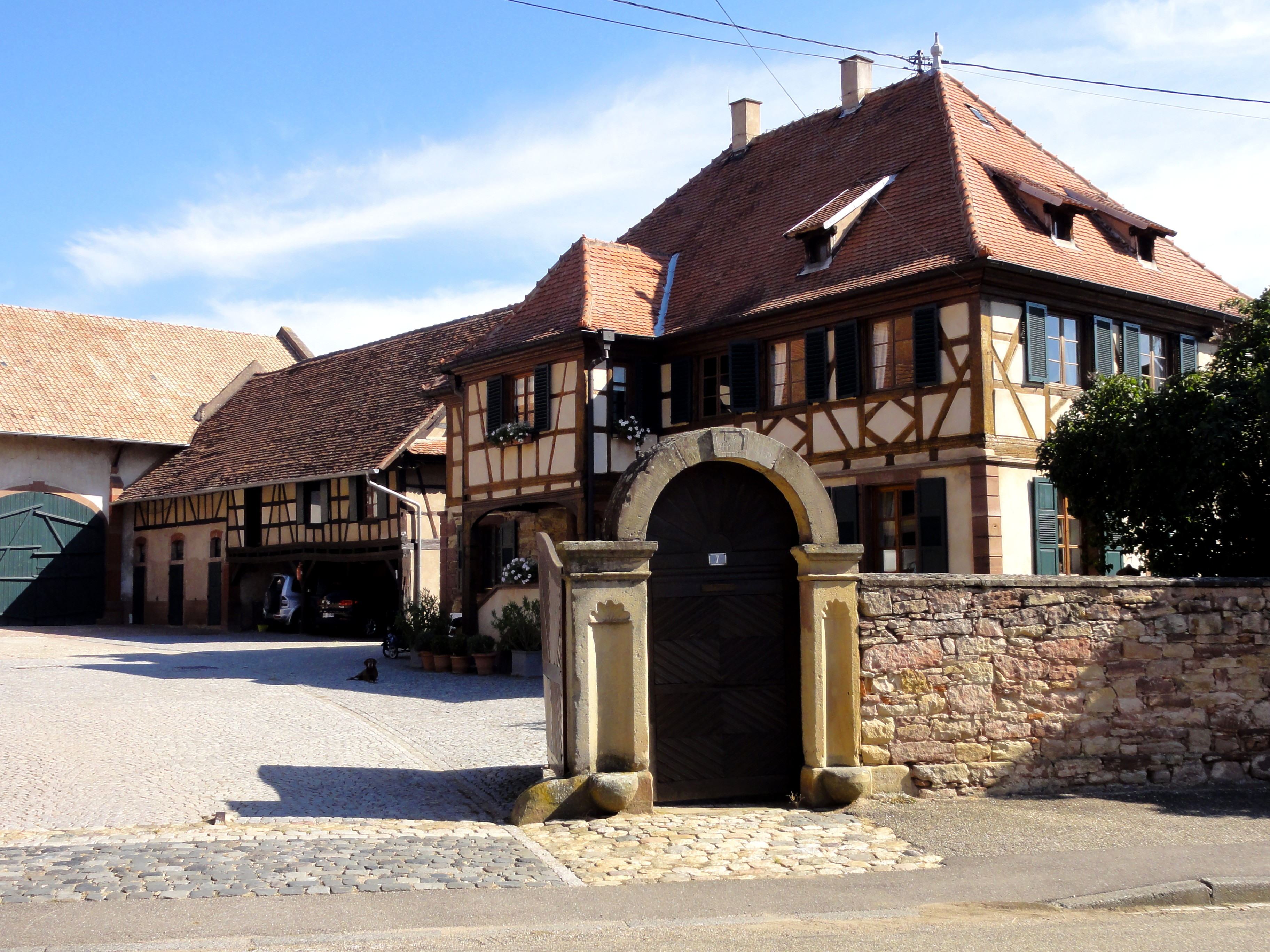
Старое здание
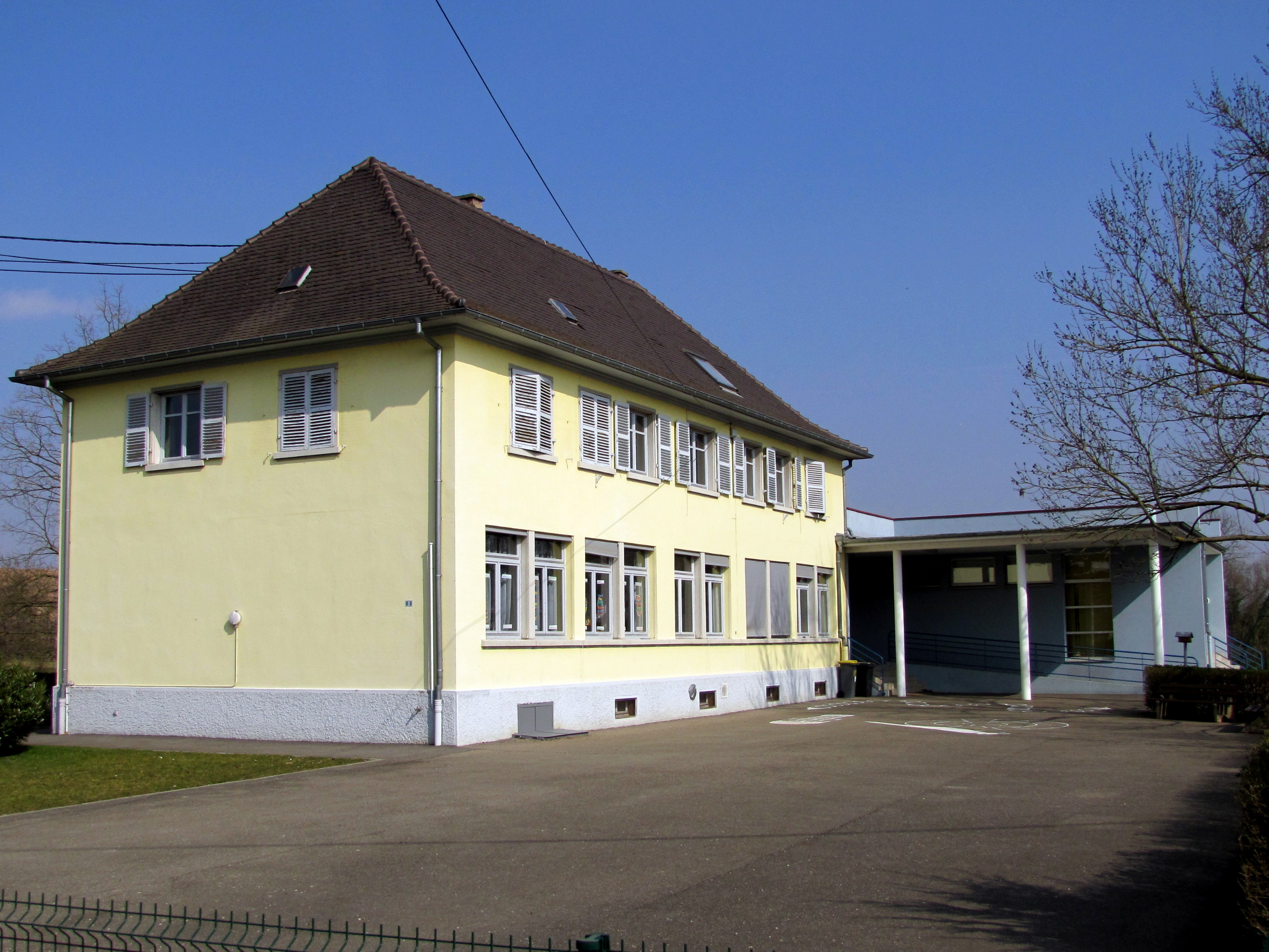
Здание начальной школы
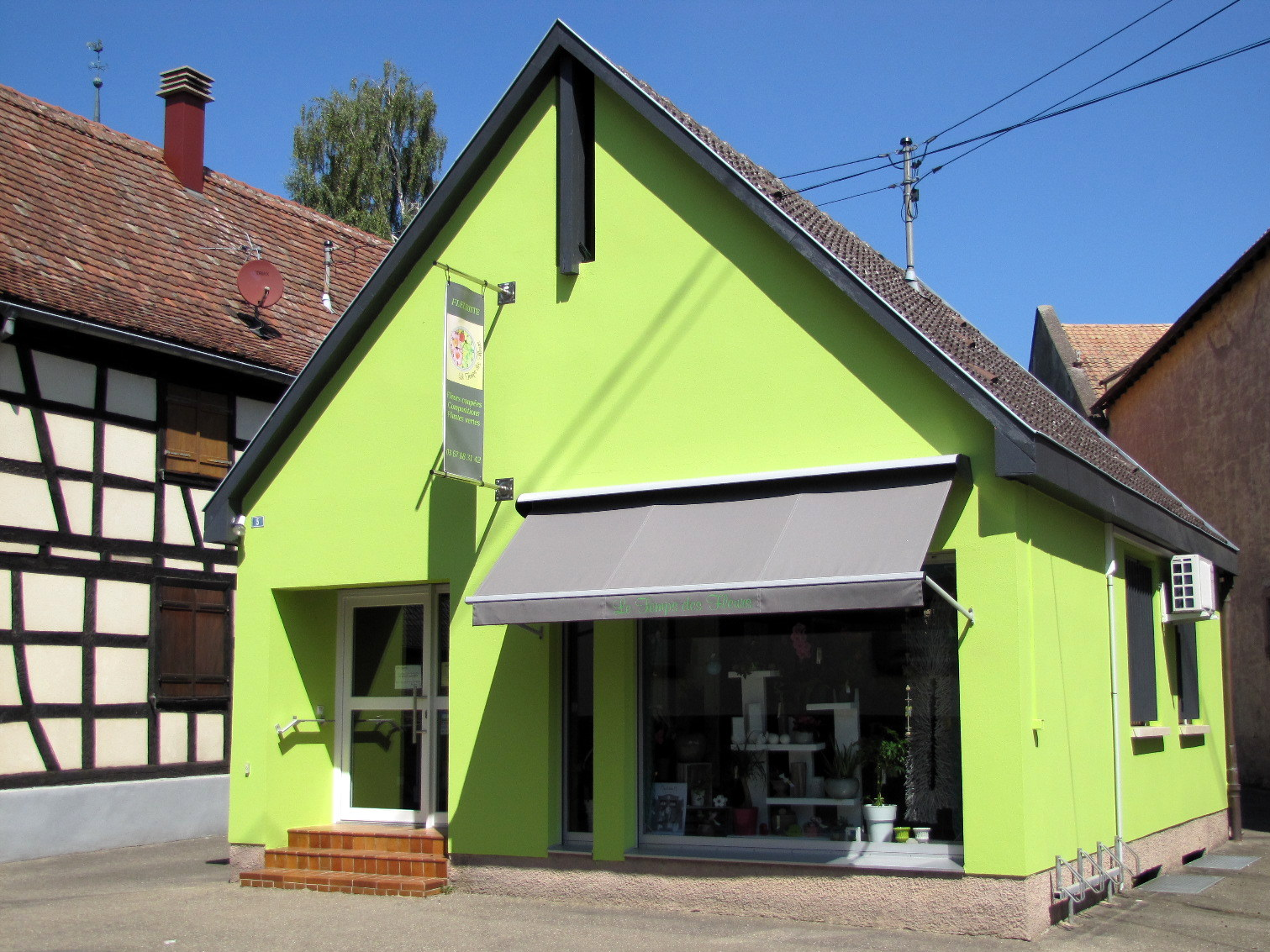
Цветочный магазин